# Kürnach
Kürnach est une commune de Bavière (Allemagne), située dans l'arrondissement de Wurtzbourg, dans le district de Basse-Franconie.
La rivière Kürnach prend sa source dans le Schwarzen Brunn, situé à l’est du village.